# ساتوشي تسومابوكي
ساتوشي تسومابوكي (باليابانية: 妻夫木聡) هو مغني وموسيقي وممثل ياباني، ولد في 13 ديسمبر 1980 بياناغاوا في اليابان.

## الأعمال

### أفلام
| السنة | العنوان                     | الدور               |
| ----- | --------------------------- | ------------------- |
| 1999  | المعلم العظيم أونيزوكا      | إيشيروتا            |
| 2006  | السريع والغاضب: قيادة طوكيو | رجل وسيم للغاية     |
| 2008  | طوكيو!                      | تاكيشي              |
| 2008  | الساعة السحرية              | بينغو               |
| 2014  | البيت الصغير                | اراي                |
| 2014  | ابق بجانبي يا دورايمون      | نوبيتا البالغ (صوت) |
| 2015  | القاتل                      | ملمع المرآة         |
| 2018  | المحقق شيناتاون 2           | نودا                |
| 2020  | ابق بجانبي يا دورايمون 2    | نوبيتا البالغ (صوت) |
| 2022  | احد الرجال                  | أكيرا كيدو          |

## روابط خارجية
- ساتوشي تسومابوكي على موقع IMDb (الإنجليزية)
- ساتوشي تسومابوكي على موقع ألو سيني (الفرنسية)
- ساتوشي تسومابوكي على موقع أول موفي (الإنجليزية)
- ساتوشي تسومابوكي على موقع قاعدة بيانات الفيلم (الإنجليزية)
- ساتوشي تسومابوكي على موقع كينوبويسك (الروسية)